# Naenaria javanica
Naenaria javanica là một loài tò vò trong họ Ichneumonidae.